# Јуниверсити Парк (Њу Мексико)
Јуниверсити Парк (енгл. University Park) насељено је место без административног статуса у америчкој савезној држави Њу Мексико.

## Демографија
По попису из 2010. године број становника је 4.192, што је 1.46 (53,4%) становника више него 2000. године.
| Група             | 2000.         | 2010.         |
| Белци             | 1.192 (43,6%) | 1.760 (42,0%) |
| Афроамериканци    | 136 (5,0%)    | 199 (4,7%)    |
| Азијати           | 155 (5,7%)    | 265 (6,3%)    |
| Хиспаноамериканци | 1.015 (37,2%) | 1.658 (39,6%) |
| Укупно            | 2.732         | 4.192         |